# Біляївка (рейдова самохідна суховантажна баржа)
«Біляївка» — рейдова самохідна суховантажна баржа проєкту 106, який входив до складу Військово-Морських Сил України. Мав бортовий номер U904. Був названий на честь міста Біляївка.

## Історія
Рейдова самохідна суховантажна баржа «БСС-699200» була побудована на СБРЗ ім. Комінтерну (м.Херсон) в 1965 році (заводський №18), увійшла до складу Чорноморського флоту. Згідно з договором про розділ Чорноморського флоту в 1997 році судно відійшло Україні. У ВМС України була перекваліфікували в морську суховантажну баржу з перейменуванням в «Біляївка» (бортовий U904). Судно було виключене зі складу ВМС України 30 листопада 2004 року.